# Estación de Osma-La Rasa
Osma-La Rasa fue una estación de ferrocarril situada en el municipio español de El Burgo de Osma, en la provincia de Soria. Las instalaciones, que formaban parte de la línea Valladolid-Ariza, estuvieron en servicio entre 1895 y 1994. El recinto de la estación está ubicado en la localidad de La Rasa.

## Situación ferroviaria
Las instalaciones se encontraban situadas en el punto kilométrico 151,957 de línea férrea de ancho ibérico Valladolid-Ariza, a 874 metros de altitud sobre el nivel del mar.

## Historia
Tras varios años de obras, la línea Valladolid-Ariza fue abierta al tráfico en 1895. Los trabajos de construcción corrieron a cargo de la compañía MZA, que en el municipio de El Burgo de Osma levantó una de las principales estaciones del trazado. Las instalaciones se encontraban ubicadas en la localidad de La Rasa, dentro del término municipal burgense. Además de un edificio de viajeros, el complejo ferroviario disponía de un muelle de mercancías, varias vías de sobrepaso y otras de acceso a los silos de trigo, dos depósitos de agua y aguadas, dos grúas hidráulicas y una rotonda de 7 metros de diámetro.
En 1941, con la nacionalización del ferrocarril de ancho ibérico, las instalaciones pasaron a manos de RENFE. En 1982 la estación fue rebajada a la categoría de apeadero-cargadero con personal adscrito, reflejo de la decadencia que vivía la línea en aquellos años. En enero de 1985 las instalaciones, al igual que el resto de la línea, fueron cerradas al tráfico de pasajeros. La antigua estación fue reclasificada como cargadero y se mantuvo todavía operativa para los trenes de mercancías, habida cuenta de la presencia industrial en la zona. Dejó de prestar servicio con la clausura definitiva de la línea en 1994. En la actualidad las instalaciones se encuentran abandonadas y no ofrecen ningún servicio.